# Blattisocius dentriticus
Blattisocius dentriticus är en spindeldjursart som först beskrevs av Berlese 1918.  Blattisocius dentriticus ingår i släktet Blattisocius och familjen Ascidae. Inga underarter finns listade.